# Freză

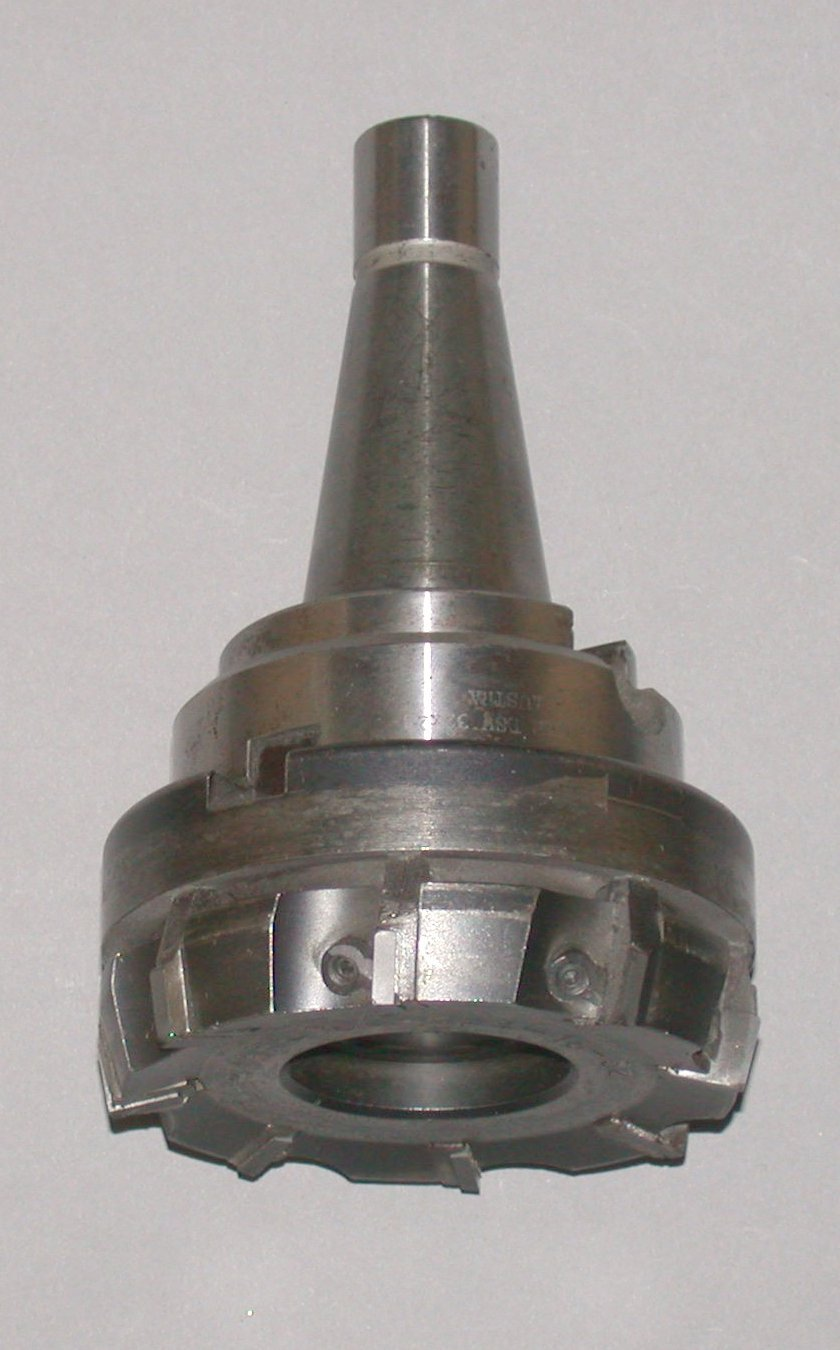
Freză

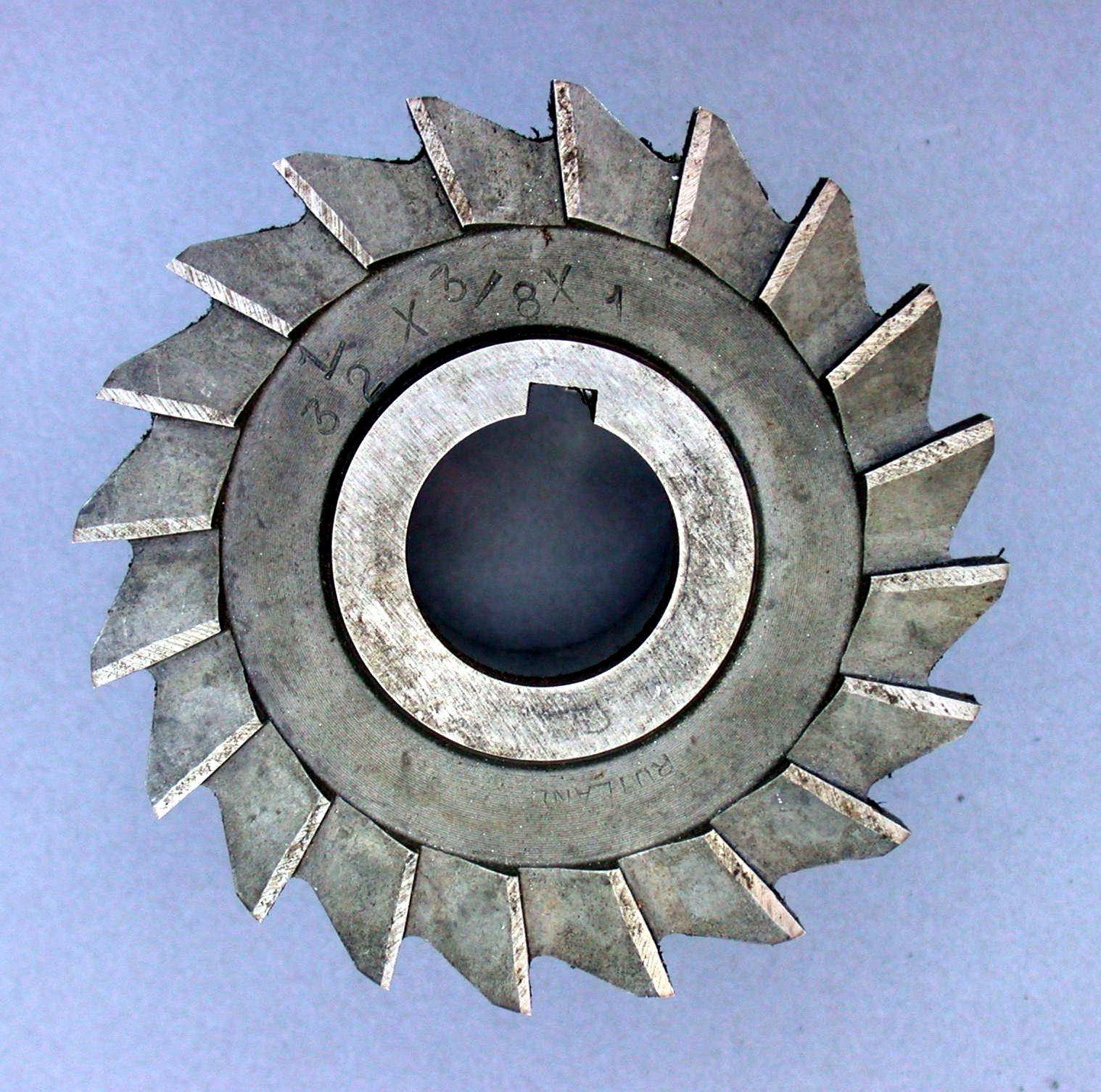

Freza (din franceză: fraise) este o unealtă așchietoare, cu unul sau cu mai multe tăișuri, dispuse simetric în jurul unui ax și având o mișcare de rotație, folosită la prelucrarea unor materiale dure ca metal, lemn, os ș.a.

## Tipuri de freze
În funcție de scopul urmărit, frezele se construiesc pentru frezare periferică (cu freze cilindrice) sau pentru frezare frontală, precum și pentru frezare simultană periferică și frontală. Frezele sunt prevăzute fie cu alezaj pentru fixare, fie cu coadă.
Sculele pentru frezarea periferică sunt freze de formă cilindrică, prevăzute cu alezaj, având tăișuri periferice ale dinților drepți sau înclinați. Ca freze cilindrice pot fi considerate și frezele profilate, prevăzute cu tăișuri dispuse pe circumferința corpului de revoluție al frezei.
Sculele pentru frezarea frontală se împart în scule pentru frezarea plană, utilizate pentru generarea suprafețelor plane, și scule pentru frezarea suprafețelor plane cu praguri.
Frezarea simultană periferică și frontală se efectuează cu freze care așchiază în același timp cu tăișurile periferice și cu tăișurile frontale. Din această categorie de scule fac parte frezele cilindro-frontale cu alezaj sau cu coadă, frezele frontale asamblate, frezele disc, frezele unghiulare etc. Tăișurile principale sunt dispuse pe cilindrul sculei (sau pe conul sculei la freze unghiulare) și detașează așchia după lățimea acesteia, iar tăișurile secundare sunt dispuse perpendicular pe axa de rotație și detașează așchia după grosimea acesteia.
Clasificarea frezelor se poate face și după forma dinților, respectiv după modul de realizare a acestora. Astfel se deosebesc freze cu dinți frezați, freze cu dinți detalonați și freze cu dinți demontabili,frezați sau detalonați. Frezele cu dinți frezați se reascut pe fața de așezare a dinților. În cazul în care forma piesei impune respectarea profilului tăișurilor frezei după reascuțire, se utilizează freze cu dinți detalonați, care prin ascuțire numai pe fața de degajare asigură invariabilitatea profilului dinților frezei. Acesta este cazul pentru freze profilate. Sculele pentru frezare cu diametre mari necesită cantități mari de materiale speciale pentru scule. De aceea, corpul frezei se execută dintr-un oțel de construcție cu rezistență medie, în care sunt montați dinții așchietori din oțeluri rapide sau armați cu plăcuțe din carburi metalice. Această construcție permite și schimbarea dinților uzați, ceea ce contribuie la utilizarea rațională a acestor freze.
Din punctul de vedere al fixării frezelor pe axul de frezare, se deosebesc două variante:
- freze care așchiază cu axa de rotație orizontală, montate pe un dorn portfreză și susținute din ambele părți;
- freze care așchiază cu axa de rotație verticală, a căror fixare se realizează unilateral prin coada sculei, respectiv, dornul de susținere.

Freze cilindrice. Frezele cilindrice sunt prevăzute numai cu tăișuri principale periferice, dispuse uniform pe circumferința unui corp de revoluție și se utilizează îndeosebi pentru generarea suprafețelor plane. Se execută exclusiv cu dinți elicoidali (înclinați). Diversitatea mare a lățimilor de frezare posibile impun lungimi variate pentru freze, cunoscând că lungimea frezei trebuie să depășească cu puțin lățimea de frezare a piesei. Pentru a nu rezulta un stoc mare de freze, în principiu, frezele pentru uz general se construiesc pentru o lățime de frezare care să nu depășească 1,5D. Aceste freze sunt indicate pentru lățimi de frezare de cel mult 100...140 mm. La frezarea suprafețelor cu lățimi de peste 100...140 mm se utilizează freze cilindrice cuplate, montate alături. Un astfel de grup de freze se compune din două freze cu același diametru și cu același unghi de înclinare a dinților, însă cu elicele dinților în sens opus. În acest fel, componentele axiale ale forței de așchiere provenind de la ambele freze se anulează, permițând astfel folosirea unor unghiuri de înclinare a dinților mai mari, până la cca 60o, ceea ce asigură o funcționare mai liniștită a frezelor cuplate.
Frezele cilindrice se execută, de obicei cu alezaj și se fixează cu pană și canal de pană sau cu antrenor frontal. Frezele cu diametre mici sunt prevăzute cu coadă.
Freze cilindro-frontale. Aceste freze prelucrează simultan două suprafețe perpendiculare, fiind prevăzute cu dinți pe suprafața cilindrică și pe suprafața frontală. Frezele se construiesc cu dinți deși (monobloc) sau cu dinți rari (monobloc), sau cu dinți demontabili. Diametrul frezei cilindro-frontale D trebuie să fie mai mare decât lățimea de așchiere (lungimea contactului sculă-piesă t1) și anume: D = (1,25...1,5)t1. Frezele cilindro-frontale au alezaj și se fixează pe dornul de frezare prin pană și canal de pană sau prin antrenor frontal.
Frezele cilindro-frontale cu coadă, denumite și freze deget, se prevăd și cu dinți frontali. Acestea se compun dintr-o parte activă cu dinți periferici și frontali din oțel rapid și o coadă cilindrică sau conică din oțel de construcție, ambele părți fiind sudate cap la cap.
Frezele cu coadă au multiple întrebuințări. Destinația frezelor condiționează construcții diferite care pot fi cuprinse în trei grupe:
- freze cu coadă destinate prelucrărilor de planare și copiere, pentru care nu este necesară o intrare frontală în materialul plin;
- freze pentru canelat, destinate pentru frezarea canalelor de pană, canelurilor;
- freze pentru matrițe sau freze pentru copiere, utilizate pentru scopuri multiple. Aceste freze au tăișuri periferice cilindrice sau conice,iar tăișurile frontale sunt drepte sau rotunjite.

Freze disc. Aceste freze sunt freze cilindrice a căror lățime în raport cu diametrul este mică. Se utilizează în principal pentru prelucrarea canalelor, crestăturilor, suprafețelor plane cu lățime mică și perpendiculare între ele și pentru debitarea materialelor (freze ferăstrău).
Din punctul de vedere al repartiției dinților, frezele disc se împart în:
- freze pentru canale și crestături, prevăzute numai cu dinți periferici, denumite și freze cu un tăiș;
- freze disc la care tăișurile periferice sunt prelungite pe ambele suprafețe frontale, denumite și freze disc cu trei tăișuri.

La frezele disc cu trei tăișuri lățimea se micșorează după fiecare reascuțire, de aceea nu pot fi folosite pentru prelucrarea canalelor cu toleranțe mici. Canalele precise cu lățimea mai mare de 10 mm se excută, de preferat, cu freze disc compuse, care permit reglarea sculei la lățimea inițială a canalului.
Frezare în sens contrar avansului și frezare în sensul avansului. Frezarea  cu freze cilindrice cu dinți înclinați se poate efectua după două metode, în funcție de sensul de rotație al frezei și sensul de avans al piesei de prelucrat: frezare în sens contrar avansului și frezare în sensul avansului. Este mai obișnuită frezarea în sens contrar avansului.
La frezarea în sens contrar avansului, mișcarea dinților frezei în zona de lucru este de sens opus față de sensul mișcării de avans. Fiecare dinte al frezei, la începutul așchierii, „atacă” așchia în partea cea mai subțire. Înainte de a intra în așchie are loc o alunecare a dinților pe suprafața de prelucrat, în funcție de ascuțirea tăișurilor, ceea ce produce o ecruisare a suprafeței pe o anumită adâncime o uzură prematură a dinților frezei și o rugozitate destul de mare a suprafeței.
La frezarea în sensul avansului, mișcarea dinților frezei în zona de lucru este în același sens cu sensul mișcării de avans a piesei. Acum așchia este atacată de tăișul dintelui în partea mai groasă a acesteia. La semifabricatele fără crustă superficială dură (din turnare), această schemă este mai avantajoasă decât prima, deoarece productivitatea se mărește cu circa 50% și se îmbunătățește calitatea suprafeței prelucrate, nu mai apar fenomenele negative din primul caz. Dimpotrivă, la semifabricatele cu crustă superficială dură nu se recomandă această schemă de frezare, deoarece dintele frezei întâla bazămpină din momentul inițial rezistența crustei și se uzează mai rapid.
Freze pentru danturare. Dantura roților dințate se poate executa cu freze disc modul, freze deget modul, freze melc. Frezele disc modul sunt mai productive decât frezele deget modul și sunt folosite în mod curent. Frezele deget modul sunt utilizate doar pentru prelucrarea danturilor în V fără degajare, mai ales pe mașini speciale de frezat, cu ciclu de lucru automat. Frezele modul sunt freze profilate, detalonate, care generează profilele dinților prin copiere. În cazul frezei deget se face o detalonare laterală oblică și o detalonare frontală axială. Frezele melc au o utilizare largă pentru executarea danturilor, fiind folosite pentru executarea danturilor cilindrice, a danturii roților melcate, a roților de lanț, a canelurilor la axe canelate. Frezarea danturilor cilindrice cu freze melc are la bază generarea evolventei ca înfășurătoare a pozițiilor succesive ale unor muchii așchietoare, dispuse pe o elice cilindrică. Prin rotația sculei, aceste muchii primesc o deplasare aparentă, corelată cu rotația piesei, înfășurând astfel profilul evolventic.
Freze pentru filetare. Frezarea filetelor este un procedeu de filetare foarte productiv, utilizat la producția de serie mare și de masă, pentru filete triunghiulare, trapezoidale etc., cu excepția filetelor pătrate, aplicat atât pentru filete cilindrice cât și conice. Pentru generarea filetului prin frezare sunt necesare mașini-unelte specializate de frezat filete scurte, respectiv filete lungi. Pentru frezarea filetelor scurte cu profil triunghiular (filete metrice) se folosesc freze-pieptene. Lungimea filetului prelucrat poate fi de maximum 100 mm, având în vedere că filetul se frezează deodată pe toată lungimea sa. Frezele-pieptene pot fi considerate ca fiind formate dintr-o serie de discuri profilate, distanțate cu pasul filetului; canalele longitudinale permit desprinderea și evacuarea așchiilor.
Frezele disc pentru filet se folosesc pentru așchierea filetelor cu lungime mare și cu pas mare, de exemplu șuruburi conducătoare pentru mașini-unelte, filete trapezoidale etc. Pentru filete cu unghi de înclinare α mare (peste 100), frezarea se aplică numai pentru degroșarea filetului (pentru că apare deformarea profilului filetului), iar finisarea se va face prin strunjire cu cuțit.
Frezarea filetelor conice se face cu freze conice cu tăișuri multiple la care dinții au profilul identic cu profilul filetului de executat, iar direcția spirelor frezei este perpendiculară pe axa de rotație a frezei.

## Alegerea frezelor
La alegerea frezei trebuie să se aibă în vedere ca scula să așchieze materialul de prelucrat cu precizia de prelucrare impusă și cu costuri minime. Alegerea frezei trebuie să ia în considerare următorii parametri constructivi și geometrici.
- Materialul: frezele din oțeluri rapide sunt cele mai ieftine, însă au durabilitatea cea mai scăzută. Frezele cu dinți aplicați din carburi metalice sunt mai scumpe decât cele din oțeluri rapide, însă au durabilitate mai mare și permit mărirea vitezei de așchiere și de avans de trei până la patru ori, dovedindu-se astfel mai economice.
- Diametrul: frezele cu diametre mai mari pot așchia materialul mai rapid decât cele cu diametre mici, de aceea se alege de obicei scula cu cel mai mare diametru posibil în condițiile prelucrării considerate.

- Acoperiri cu materiale ceramice: acoperirea dinților cu nitrură de titan, deși mărește costul sculei, prezintă avantajul micșorării uzurii și creșterii durabilității sculei.

- Unghiul de înclinare al dinților: unghiul elicei tășurilor se alege cât mai mare posibil (de exemplu, între 40 și 50o), însă pentru frezarea materialelor dure (oțeluri aliate) se folosesc freze cu unghiul elicei mai mic.

La frezarea suprafețelor plane, prelucrarea cu freze frontale este mai avantajoasă decât cu freze cilindrice, deoarece în timpul așchierii variația forțelor de așchiere este mai redusă, întrucât grosimea așchiei nu se modifică mult în timpul lucrului. În timpul frezării cu freze frontale, în așchiere se află un număr mai mare de dinți concomitent decât la frezarea cilindrică, ceea ce asigură forțe de așchiere pe dinte mai mici și o variuație redusă a acestura la intrarea și la ieșirea  dinților din așchiere.